# 압셰론스크

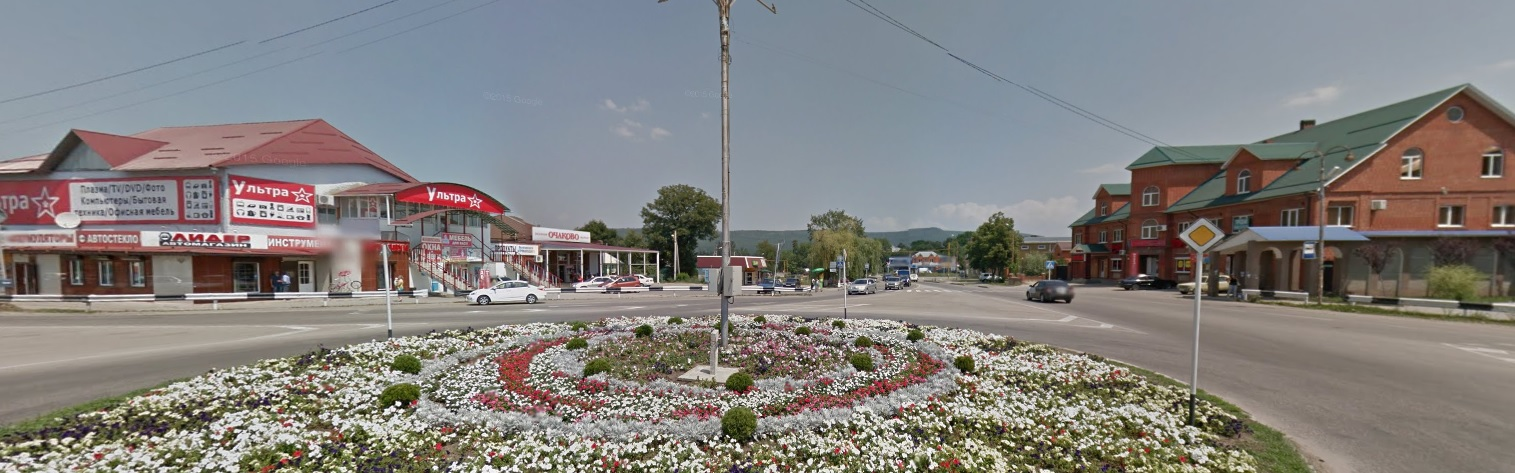

압셰론스크(러시아어: Апшеро́нск)는 크라스노다르 지방 압셰론스키군에 속한 도시이름이다.
프셰하강(쿠반강의 지류, 벨라야강으로 연결됨)이 흐르고, 남동쪽으로 357 km지점에 크라스노다르가, 43 km지점에 벨로레첸스크가 위치해 있다.

## 인구
| 연도 | 1959년     | 1970년     | 1979년     | 1989년     | 2000년     | 2003년     |
| 인구 | 2만9,800명 | 3만2,900명 | 3만3,300명 | 3만4,500명 | 3만7,200명 | 3만9,600명 |